# Paramoron singulare
Paramoron singulare är en skalbaggsart som beskrevs av Aurivillius 1908. Paramoron singulare ingår i släktet Paramoron och familjen långhorningar. Inga underarter finns listade i Catalogue of Life.